# Rohatec
Rohatec är en ort i Tjeckien.   Den ligger i regionen Södra Mähren, i den sydöstra delen av landet, 240 km sydost om huvudstaden Prag. Rohatec ligger 179 meter över havet och antalet invånare är 3 343.
Terrängen runt Rohatec är platt. Runt Rohatec är det ganska tätbefolkat, med 207 invånare per kvadratkilometer. Närmaste större samhälle är Hodonín, 5,1 km sydväst om Rohatec. Trakten runt Rohatec består till största delen av jordbruksmark.